# Robert Maertens
Robert Maertens (24 de janeiro de 1930 - 11 de janeiro de 2003) foi um futebolista belga que competiu na Copa do Mundo FIFA de 1954.